# Santa Rosa de Goiás
Santa Rosa de Goiás is een gemeente in de Braziliaanse deelstaat Goiás. De gemeente telt 2.765 inwoners (schatting 2009).